# Gazette de France

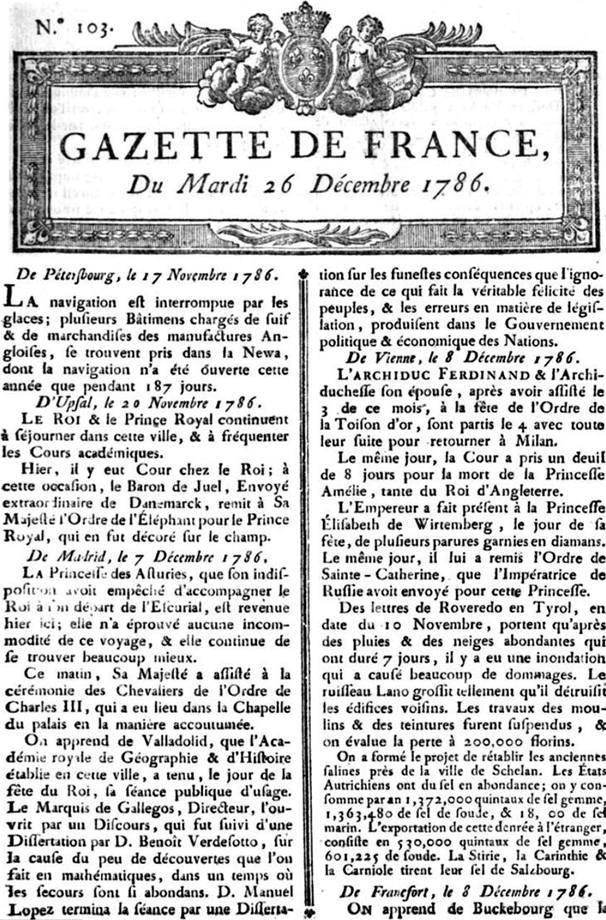
Primeira página de La Gazette, 26 de dezembro de 1786

La Gazette, originalmente Gazette de France, foi a primeira revista semanal publicada na França. Foi fundado por Théophraste Renaudot e publicou sua primeira edição em 30 de maio de 1631. Tornou-se progressivamente o porta-voz de uma facção monarquista, os legitimistas. Com o surgimento da mídia de notícias moderna e jornais especializados e localizados em todo o país no início do século 20, La Gazette foi finalmente descontinuado em 1915.

## Durante o Antigo Regime
Antes do advento da Gazeta impressa, os relatórios sobre eventos atuais geralmente circulavam como jornais manuscritos (nouvelles à la main). La Gazette rapidamente se tornou o centro da França para a divulgação de notícias e, portanto, um excelente meio de controlar o fluxo de informações em um estado altamente centralizado. O cardeal Richelieu e Luís XIII eram colaboradores frequentes, e até a revolução a revista era frequentemente lida pela nobreza e aristocracia.
Entre os primeiros membros do comitê que supervisionava La Gazette estavam Pierre d'Hozier, Vincent Voiture, Guillaume Bautru e Gauthier de Costes.
La Gazette tinha por objetivo informar seus leitores sobre os acontecimentos da nobre corte e do exterior. Foi principalmente focado em assuntos políticos e diplomáticos. Em 1762, seu nome passou a ser Gazette de France, com o subtítulo Organe officiel du Government royal (Órgão oficial do governo real). A revista sempre foi uma das mais caras de Paris. Em 1787, Charles-Joseph Panckouke, já proprietário do Mercure de France e do Moniteur universel — que acabara de fundar — alugou a revista.

## Durante a Revolução
La Gazette manteve o silêncio sobre o nascimento da revolução, e nem sequer mencionou a tomada da Bastilha em 14 de julho de 1789, limitando-se a atos de governo. Para a satisfação de seus clientes, Charles-Joseph Panckouke publicou um suplemento, Le Gazettin (pequena Gazeta), que trazia a seus leitores resumos dos debates da Assembleia Nacional Constituinte. Em 1791, o Ministério das Relações Exteriores, dono do La Gazette, o recuperou. Nicolas Fallet foi nomeado diretor e converteu-se em tribuna dos girondinos. Ele foi sucedido por Sébastien Roch Nicolas Chamfort. La Gazette tornou-se uma revista diária em 1792, 1º de maio. Após a execução de Luís XVI em 1793, 21 de janeiro, foi renomeado como Gazette nationale de France (Diário Nacional da França). O tom de seus artigos permaneceu muito prudente e imparcial.